# Лууска
Лууска (ест. Luuska) — село в Естонії, входить до складу волості Орава, повіту Пилвамаа.